# Simon Says
Simon Says är den första singeln av svenska sångerskan Laleh från hennes album Me and Simon. Låten hamnade på plats 41 på Sverigetopplistan.

## Listplaceringar
| Lista (2009) | Topplacering |
| ------------ | ------------ |
| Sverige      | 41           |

### Fotnoter
1. ↑  ”Listplacering”. http://hitparad.se/showitem.asp?interpret=Laleh&titel=Simon+Says&cat=s. Läst 4 april 2012.